# 鹽屋賢一
鹽屋賢一（日语：／?，1921年12月1日—2010年9月12日）是一位日本訓犬師，創辦眼伴協會，被譽為「日本導盲犬之父」。

## 生平
鹽屋賢一出生於1921年，從小就很喜愛狗。他原本是收音機製造商技師，但因其任職的公司在1948年倒閉，於是鹽屋賢一便帶著飼養的雌性德國狼犬「阿斯特」參加警犬訓練比賽，意外獲得冠軍，這讓鹽屋正式成為訓犬師。
為幫助視障人士，鹽屋賢一便開始探索導盲犬的訓練方法，但由於當時並無詳述導盲犬訓練方法的書籍、而他也缺乏到外國學習的資金，鹽屋只能自己戴上眼罩、牽著阿斯特上街探索，最終於1949年正式確立導盲犬的訓練方法。
1956年，鹽屋賢一受視障人士河相洌所託，成功將河相洌飼養的雄性德國狼犬「強皮」訓練為導盲犬。河相洌自此帶著強皮進入盲人學校教書，成為日本第一位使用導盲犬的視障者和第一隻導盲犬，這在當時的日本引起了轟動，被不少新聞媒體大幅報導。
鹽屋賢一在1971年創立了公益組織「東京導盲犬協會」，繼續為視障者訓練導盲犬；該組織後更名為「眼伴協會」。
2010年9月12日，鹽屋賢一因肺炎和呼吸衰竭而在東京武藏野市的一家醫院裡逝世，享壽88歲。

## 榮譽
1982年，獲頒吉川英治文化獎。

## 外部連結
- 眼伴協會官網（日語）